# Pepijn van Italië
Pepijn van Italië, bij geboorte oorspr. Karloman, (april 773 - 8 juli 810) was de tweede zoon van Karel de Grote met zijn vrouw Hildegard (na Karel de Jongere en bastaardzoon Pepijn de Gebochelde). Hij was koning (bestuurder en militair bevelhebber) van Italië binnen het rijk van zijn vader.
In 781 bezocht Karel Italië, officieel als bedevaartganger, maar mede om er orde op zaken te stellen en het land beter onder Karolingisch gezag te brengen. Hij benoemde er op 15 april zijn zoon Karloman (Pepijn) als koning. Hij brak met opzet met de traditie door hem tot koning van Italië te maken en niet van het nog maar net veroverde Lombardije, hoewel Karloman zich wel vestigde in de oude hoofdstad van de Longobarden, Pavia. Deze benoeming maakte deel uit van de politiek van Karel om het bestuur en de militaire organisatie van zijn rijk te decentraliseren, zodat ook tijdens zijn afwezigheid het rijk adequaat kon worden verdedigd. Karloman was bij zijn benoeming 8 jaar oud en zijn taken werden uitgevoerd door belangrijke hovelingen, zoals abt Adelard van Corbie en hertog Erik van Friuli. Na de mislukte opstand van Karlomans halfbroer Pepijn met de Bult in 792, viel die in ongenade. Karloman werd door de paus opnieuw gedoopt met de naam Pepijn.
De belangrijkste gebeurtenissen tijdens het bewind van Pepijn:
- 791 veldtocht tegen de Avaren langs de Drava
- 793 onderdrukt een opstand van Benevento, een veldtocht tegen Grimoald III, prins van Benevento
- 795-6 oorlog tegen de Avaren. Met hulp van de Kroatische leider Vojnomir wist hij door te dringen in het gebied tussen Tisa en Donau (nu Hongarije) waar het Avaarse hoofdkwartier, de Ring, gelegen was. Het werd verwoest. Pepijn keerde terug met zoveel goud en zilver dat Einhard beweert dat dit de meest winstgevende onderneming van de Franken ooit was.
- 797 veldtocht tegen de Slaven aan de oostgrens
- 799 neemt deel aan de veldtocht tegen de Saksen
- 800 voert opnieuw een veldtocht tegen Grimoald III van Benevento
- Verovert Corsica op de Moren
- 810 onderwerpt Istrië en de steden aan de Dalmatische kust, slaagt er niet in Venetië te veroveren

In 806 verdeelde Karel de Grote zijn rijk onder zijn zoons in de Divisio regnorum om na zijn dood onenigheid onder zijn erfgenamen te voorkomen. Aan het al bestaande gebied van het Italiaanse koninkrijk voegde hij Beieren, Karinthië en de helft van Alemannië toe. Vreemd genoeg werd er niet gezegd wat er met de keizerstitel ging gebeuren, mogelijk omdat er daarover met Byzantium nog steeds onenigheid was. Het zou echter allemaal anders lopen.
Pepijn stierf voortijdig in 810, na een ziekte (vermoedelijk malaria). Met instemming van Karel de Grote volgde diens bastaardzoon Bernhard hem op als koning van Italië. Ook Pepijns oudere broer, Karel, stierf voortijdig. De keizer maakte daarom zijn derde wettige zoon Lodewijk tot zijn enige erfgenaam, met inbegrip van de keizerstitel. De bedoeling was dat Bernhard van Italië -die dus als opvolger voor de keizerstitel gepasseerd werd- zijn oom net zo trouw zou dienen als Pepijn zijn vader gediend had, maar dat bleek al snel een vrome wens.

## Huwelijk en kinderen
Mogelijk is Pepijn twee huwelijken aangegaan. Een eerste echtgenote zou Bertha van Toulouse zijn, mogelijk een dochter van Willem van Gellone. Een tweede partner was mogelijk Chrothais, via vader Bernhard een kleindochter van Karel Martel. Wel had hij (onwettige?) kinderen:
- Bernhard van Italië, (797 - Aken, 14 april 818). Opvolger van zijn vader als koning van Italië. Na zijn verzet tegen Lodewijk de Vrome afgezet en (onbedoeld) gedood.
- Aeda, (geb. 798), gehuwd met de Saksische edelman Billung, ouders van Oda, de vrouw van Liudolf van Saksen
- Adelheid/Adèle, echtgenote van Lambert I, graaf van Nantes en hertog Spoleto

Er zijn veel speculaties over de identiteit van de minnares(sen) van Pepijn, maar geen van deze speculaties heeft historische gronden.

## Voorouders
| Voorouders van Pepijn van Italië | Voorouders van Pepijn van Italië                        | Voorouders van Pepijn van Italië                        | Voorouders van Pepijn van Italië                        | Voorouders van Pepijn van Italië                        | Voorouders van Pepijn van Italië               | Voorouders van Pepijn van Italië               | Voorouders van Pepijn van Italië               | Voorouders van Pepijn van Italië               |
| -------------------------------- | ------------------------------------------------------- | ------------------------------------------------------- | ------------------------------------------------------- | ------------------------------------------------------- | ---------------------------------------------- | ---------------------------------------------- | ---------------------------------------------- | ---------------------------------------------- |
| Overgrootouders                  | Karel Martel (689-741) ∞ Rotrude van Trier (690-724)    | Karel Martel (689-741) ∞ Rotrude van Trier (690-724)    | Charibert (680-747) ∞ Gisele van Aquitanië (-)          | Charibert (680-747) ∞ Gisele van Aquitanië (-)          | ? (–) ∞ 1 ? (-)                                | ? (–) ∞ 1 ? (-)                                | Hnabi (705-788) ∞ Hereswind (720,-)            | Hnabi (705-788) ∞ Hereswind (720,-)            |
| Grootouders                      | Pepijn de Korte (714-768) ∞ Bertrada van Laon (725-783) | Pepijn de Korte (714-768) ∞ Bertrada van Laon (725-783) | Pepijn de Korte (714-768) ∞ Bertrada van Laon (725-783) | Pepijn de Korte (714-768) ∞ Bertrada van Laon (725-783) | Gerold van Vintzgouw (740-799) ∞ Imma (-)      | Gerold van Vintzgouw (740-799) ∞ Imma (-)      | Gerold van Vintzgouw (740-799) ∞ Imma (-)      | Gerold van Vintzgouw (740-799) ∞ Imma (-)      |
| Ouders                           | Karel de Grote (747-814) ∞ Hildegard (758-783)          | Karel de Grote (747-814) ∞ Hildegard (758-783)          | Karel de Grote (747-814) ∞ Hildegard (758-783)          | Karel de Grote (747-814) ∞ Hildegard (758-783)          | Karel de Grote (747-814) ∞ Hildegard (758-783) | Karel de Grote (747-814) ∞ Hildegard (758-783) | Karel de Grote (747-814) ∞ Hildegard (758-783) | Karel de Grote (747-814) ∞ Hildegard (758-783) |
| Pepijn van Italië (773-810)      |                                                         |                                                         |                                                         |                                                         |                                                |                                                |                                                |                                                |